# Madeline Juno Acoustic Tour 2019
Bei der Acoustic Tour handelt es sich um die vierte eigenständige Tournee der deutschen Singer-Songwriterin Madeline Juno.

## Hintergrund
Bei der Acoustic Tour handelte es sich um die sechste Tournee – die vierte als Headliner – von Madeline Juno. Es handelte sich hierbei um eine Klubtournee, die Juno im Zeitraum vom 14. Februar bis zum 18. Februar 2019 durch fünf deutsche Städte führte. In vier von fünf Klubs gab Juno ihre ersten Konzerte, im Hamburger Nochtspeicher spielte sie zum zweiten Mal nach einem Konzert im Rahmen ihrer The Unknown Tour am 7. September 2019. Als Tourneeveranstalter konnte man das Hamburger Unternehmen Neuland Concerts für sich gewinnen.
Musikalisch wurde Juno auf der Bühne durch ihr langjähriges Bandmitglied Joschka Bender am Cajón und der Gitarre unterstützt. Juno selbst spielte bei ausgewählten Titeln Gitarre und Ukulele. Das Bühnenbild bestand lediglich aus einigen Lichterketten sowie einer Leuchtreklame, auf der der Satz „Es ist in meiner DNA“ zu lesen war. Einige Konzerte spielte Juno im Stehen, bei manchen nahm sie auf einem Barhocker platz.
Am 29. Oktober 2018 gab Juno erstmals einen Hinweis darauf, dass die erneut auf Tour gehen wird. Nachdem ein Fan sich traurig darüber zeigte, dass er in diesem Jahr kein Konzert Junos besuchen konnte, antwortet diese mit den Worten „Nach der Tour ist vor der Tour!“. Zwei Wochen später, am 12. November 2018, wandte sich Juno mit den Worten „Große Neuigkeiten diesen Mittwoch“ an ihre Fans. Am 14. November 2018 bestätigte Juno letztendlich das Stattfinden der Acoustic Tour. Der Vorverkauf startete wiederum zwei Tage später am 16. November 2018 um 10:00 Uhr mitteleuropäischer Zeit (UTC+1). Nach weniger als einer Woche waren die Konzerte in Berlin und Hamburg bereits am 22. November 2018 ausverkauft. Juno versprach daraufhin, dass sie neue Lieder präsentieren würde, wenn die übrigen Konzerte ebenfalls ausverkauft sein würden. Am 27. November 2018 teilte Juno über Facebook mit, dass das Kartenkontingent für Hamburg erhöht wurde. In den folgenden zwei Wochen wurden ebenfalls alle Tickets für die übrigen drei Konzerte in Düsseldorf, Frankfurt am Main und München verkauft, womit die Tour ausverkauft war.

## Vorgruppe

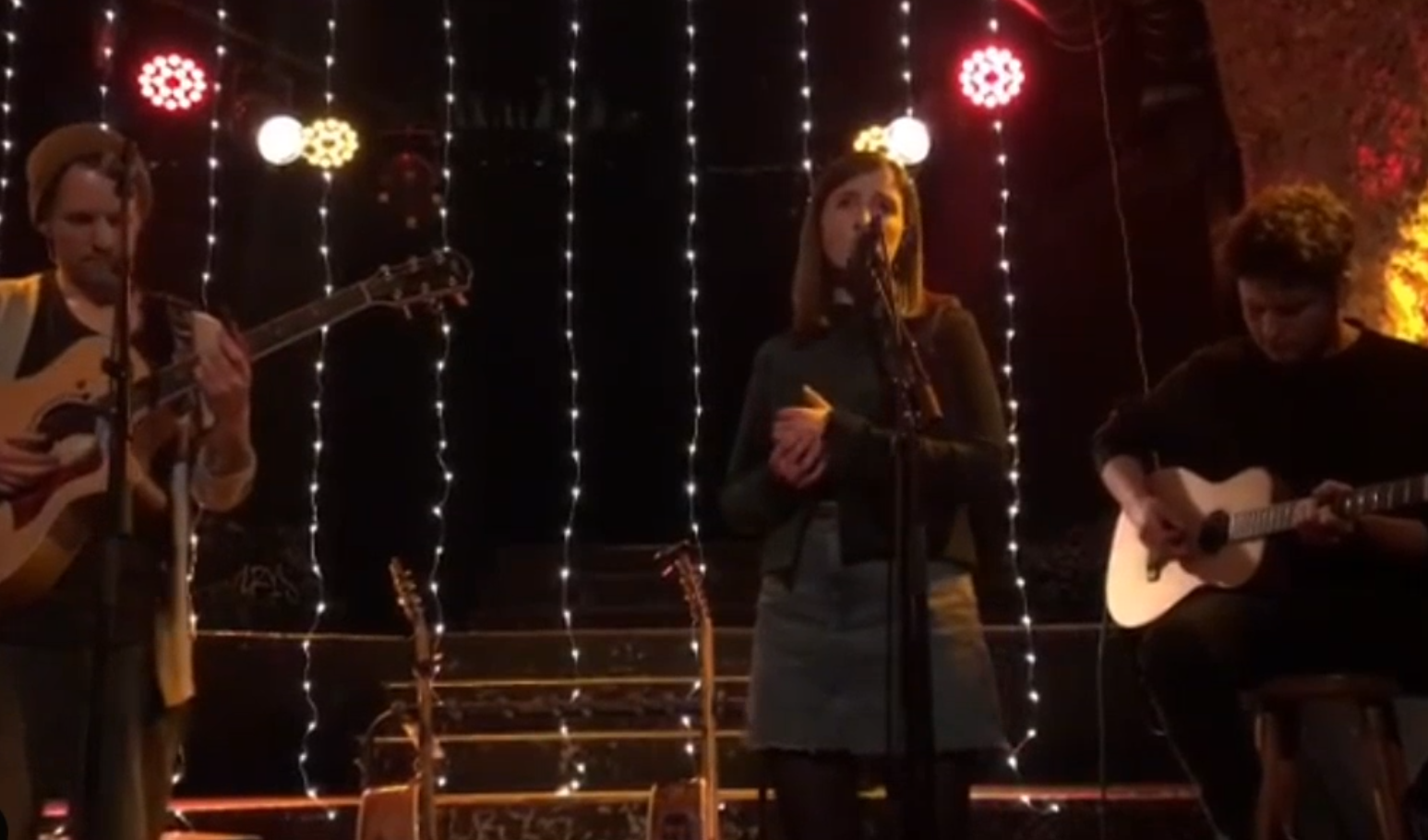
Varley in München

Die in Berlin beheimatete deutsch-irische Folk und Indie-Pop-Band Valery bestätigte auf ihrer offiziellen Facebook-Seite am 29. Januar 2019, dass sie Juno bei allen Konzerten im Vorprogramm begleiten würde. Die Band besteht aus den drei Mitgliedern Joschka Bender, Matthias Heising und Claire-Ann Varley. Wie Juno präsentierte das Trio ein Akustikset aus sieben Titeln. Dadurch, dass Bender zu Junos Liveband gehört und er sie auch während ihrer Acoustic Tour begleitete, konnte er nicht mit seiner Band auf der Bühne stehen. Heising und Varley traten während der Tournee als Duo auf, Bender kam lediglich für das letzte Lied Roamer mit auf die Bühne. Die Setlist von Varley bestand aus sieben Titeln, von denen lediglich zwei zuvor veröffentlicht wurden. Ein spezielles Präsentationsalbum während der Tour gab es nicht, da Varley erst zwei Singles zum Musikstreaming und noch kein Album zu diesem Zeitpunkt veröffentlichten. Vor der Tour erschienen die Lieder Roamer (16. Februar 2018) und Lonely Were the Days (20. September 2018) als Single. Roamer erschien zudem in einer Remixversion von Jaime als Single zum Einzeldownload (23. Februar 2018). Während der Tour spielte Varley folgende Titel:
1. Proof
2. Deep Dark Sea
3. Phantom Studies
4. See You Naked
5. Gangsta’s Paradise
6. Lonely Were the Days
7. Roamer

## Tourdaten

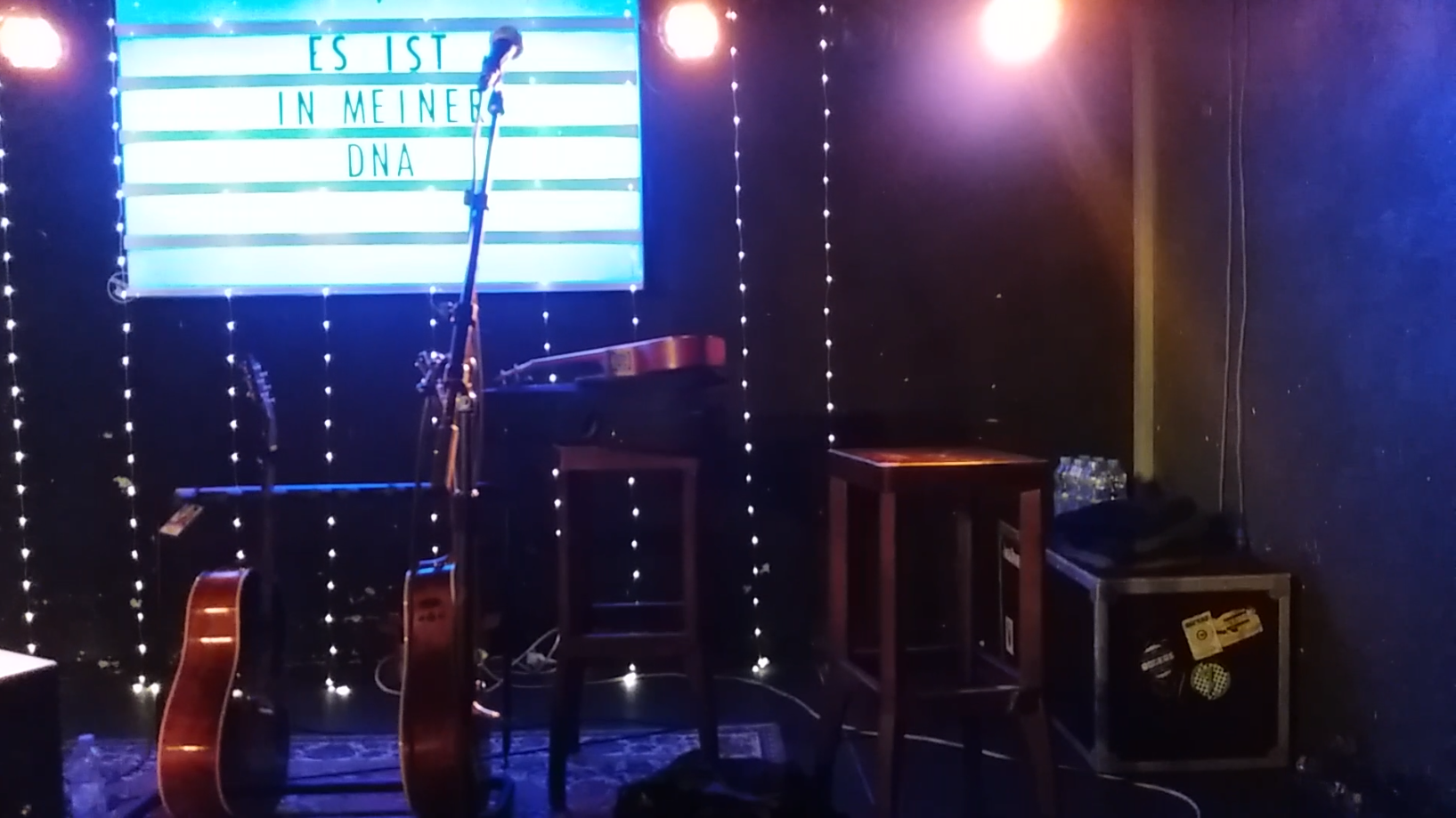
Bühnenaufbau in Düsseldorf

| Datum            | Stadt             | Veranstaltungsort | Land        |
| ---------------- | ----------------- | ----------------- | ----------- |
| 14. Februar 2019 | Hamburg           | Nochtspeicher     | Deutschland |
| 15. Februar 2019 | Berlin            | Auster Club       | Deutschland |
| 16. Februar 2019 | München           | Milla             | Deutschland |
| 17. Februar 2019 | Frankfurt am Main | Brotfabrik        | Deutschland |
| 18. Februar 2019 | Düsseldorf        | The Tube          | Deutschland |

## Setlist
Während der Tour präsentierte Juno zusammen mit ihrem Begleitmusiker 18 unterschiedliche Titel. Das Repertoire bestand aus einem Akustikset mit deutschsprachigen Liedern. Nach dem Juno bereits fünf Konzertreihen spielte – drei davon als Headliner – handelt es sich hierbei um die erste Tour von Juno, die ohne einen eigenen englischen Titel auskommt. Die Größe der Setlist variierte hierbei zwischen 17 und 18 Liedern. Die Ansetzung der Titel blieb stets gleich. Das Eröffnungskonzert im Hamburger Nochtspeicher bestand zunächst noch aus 17 Titeln. Ab dem zweiten Konzert im Berliner Auster Club bestand die Setlist fortwährend aus 18 Titeln.
Die Setlist bestand zu etwas mehr als die Hälfte aus Stücken von Junos letztem Studioalbum DNA sowie Titel aus älteren Veröffentlichungen und bis dato unveröffentlichte Stücke. Aus DNA präsentierte Juno genau zwei Drittel der Titelliste (10 Lieder). Auf ihrer vergangenen DNA Tour spielte sie noch alle Titel des Albums. Während der Acoutic Tour entfielen die Titel Drei Worte, Halt mich fest, Mein Herz tanzt, Unser Lied und Von jetzt an. Dazu kommen mit Verlernt und Waldbrand zwei Titel aus der Waldbrand EP sowie mit Herzchen ein Titel aus der „Deluxe Version“ von Junos zweitem Studioalbum Salvation. Die restlichen fünf Titel waren bis dato auf keinem Album Junos zu finden. Das Lied Borderline erschien am 15. Juni 2018 als Single und ist ebenso wie die zu diesem Zeitpunkt unveröffentlichten Stücke Grund genug, Vor dir und Was bleibt Teil von Junos vierten Studioalbum Was bleibt, welches im Folgejahr erschien. Ab dem zweiten Konzert in Berlin sang Juno regelmäßig das Elvis-Presley-Cover Can’t Help Falling in Love. Ihre Interpretation des Stücks wurde zuvor und bis heute nie veröffentlicht, sie sang das Stück nur während dieser Konzertreihe.
Die Zugabe bestand während der kompletten Tour aus den beiden Titeln Was bleibt und Still. In Düsseldorf kam es unter anderem zu der Besonderheit, dass Juno und ihr Begleitmusiker durch das Publikum zur Bühne musste. Um größere Aufwände zu vermeiden, verblieb Juno nach dem Hauptprogramm auf der Bühne und spielte ohne größere Unterbrechung die beiden Zugaben.
Liste der gespielten Lieder während der Tour:
1. Gift
2. Durchsichtig
3. DNA
4. Verlernt
5. Borderline
6. Schatten ohne Licht
7. Verlier mich in dir
8. Phantomschmerz
9. Herzchen
10. Waldbrand
11. Ohne Kleider
12. Zeitlupe
13. Grund genug
14. Vor dir
15. Wenn ich angekommen bin
16. Can’t Help Falling in Love (Außer in Hamburg[20])

Zugabe:
1. Was bleibt
2. Still[22]